# Angi István (zeneesztéta)
Angi István (Ozsdola, 1933. október 16. – Kolozsvár, 2020. november 20.) magyar zeneesztéta, kritikus, publicista.

## Életútja
A kézdivásárhelyi mezőgazdasági szakiskola után a kolozsvári Gheorghe Dima Zenekonzervatóriumban végzett, ahol tanári pályáját is megkezdte. Három évig aspiráns volt Moszkvában, ahol Zene és affektivitás c. értekezésével a Lomonoszov Egyetemen filozófiai doktorátust szerzett (1965). Az esztétika tanára a zeneművészeti főiskolán.
1967-ben jelentkezett zenepublicisztikával; 1970-ben esztétikatörténeti cikksorozata jelent meg az Utunkban. Írásait közölte a Korunk és A Hét is. A VII. Esztétikai Világkongresszuson (Bukarest, 1972) s a Nemzetközi Zeneszociológiai Társaság szimpóziumján (Zágráb, 1974) szakelőadásokkal szerepelt. Esztétikai tanulmányai jelentek meg az Árkos 1971 (Sepsiszentgyörgy, 1972), Bartók-dolgozatok (1974), Zenetudományi írások (1977) és A filozófia műhelyében (1978) c. gyűjteményes kötetekben, valamint több román és német nyelvű kiadványban. Dévald László gyűjtéséből aforizma-kötetet állított össze és vezetett be Gondolatok a művészetről (Kriterion, 1975, Téka sorozat) címmel.
2020-ban a Magyar Érdemrend lovagkeresztjével tüntették ki.

## Önálló kötetei (válogatás)
- Gondolatok a művészetről. Aforizmák; Dévald László gyűjtéséből vál., bev., jegyz. Angi István; Kriterion, Bukarest, 1975 (Téka)
- Zene és esztétika. Esszék és tanulmányok; Kriterion, Bukarest, 1975
- Az esztétikum zeneisége. Esszék a viszonyalkotás varázsáról; Komp-Press–Korunk Baráti Társaság, Kolozsvár, 2001 (Ariadné könyvek)
- A zenei szépség modelljei. Zenetudományi írások; Polis, Kolozsvár, 2003
- Értéktől jelentésig (Pro Philosophia Kiadó, Kolozsvár, 2004)[2]
- Zeneesztétikai előadások I-II.; Scientia, Kolozsvár, 2003, 2005[3][4]
- Értéktől jelentésig; Pro Philosophia, Kolozsvár, 2004 (Műhely)
- Zenei művelődésünk a változó régióban. A VII. Hungarológiai Kongresszus Zenetudományi Szekciójának előadásai; szerk. Angi István, Csákány Csilla; Erdélyi Múzeum-Egyesület, Kolozsvár, 2013
- A megérintett szép továbbgondolásai; Verbum, Kolozsvár, 2018